# Бібербах
Бібербах (нім. Biberbach) — громада в Німеччині, знаходиться в землі Баварія. Підпорядковується адміністративному округу Швабія. Входить до складу району Аугсбург.
Площа — 35,90 км2. Населення становить 3518 ос. (станом на 31 грудня 2020).